# Formosatettix niigataensis
Formosatettix niigataensis är en insektsart som beskrevs av Sergey Storozhenko och A. Ishikawa 1993. Formosatettix niigataensis ingår i släktet Formosatettix och familjen torngräshoppor. Inga underarter finns listade i Catalogue of Life.